# TER Hauts-de-France
Le TER Hauts-de-France est le réseau de Transport express régional de la région Hauts-de-France.
En service depuis le 28 août 2017, il succède aux deux réseaux de Transport express régional, propres aux anciennes régions ayant fusionné le 1er janvier 2016, le TER Nord-Pas-de-Calais et le TER Picardie.

## Histoire

### Fusion des réseaux TER
La loi du 16 janvier 2015 redéfinit le découpage des régions, datant de 1972. Les régions Nord-Pas-de-Calais et Picardie fusionnent le 1er janvier 2016 pour former la région Hauts-de-France.
Le Transport express régional, étant pris en charge par le conseil régional à travers Hauts-de-France Mobilités, impose une redéfinition des réseaux TER. La nouvelle région récupère de facto les conventions signées entre la SNCF et les deux anciennes régions,. Par ailleurs, avant la fusion, la SNCF avait décidé de ne mettre qu'un seul directeur pour les deux régions Nord-Pas-de-Calais et Picardie (cela est effectif depuis le 7 mars 2015).
Entre le 1er janvier 2016 et le 27 août 2017, une période transitoire est mise en place, où le TER Nord-Pas-de-Calais et le TER Picardie coexistent et gardent leurs périmètres au sein de la nouvelle région.
À partir du 28 août 2017, le TER Hauts-de-France se substitue aux deux anciens réseaux TER.

### Après la fusion
À partir du 1er janvier 2019, les Intercités assurant les liaisons Paris – Amiens – Boulogne-sur-Mer et Paris – Saint-Quentin – Maubeuge / Cambrai sont intégrés au réseau TER Hauts-de-France, moyennant la prise en charge partielle du déficit d'exploitation par l'État, soit un montant annuel de 15 millions d'euros. Ce dernier finance l'acquisition de dix rames Régiolis bi-mode (électrique-diesel), destinées à assurer les dessertes Paris – Amiens – Boulogne-sur-Mer, ainsi que l'achat, pour un coût de 250 millions d'euros, de dix-neuf Regio 2N pour effectuer les liaisons Amiens – Paris et Saint-Quentin – Paris. En outre, sur Paris – Amiens – Boulogne-sur-Mer, les trains atteignent de nouveau Calais depuis le 9 septembre 2019.
En octobre 2019, la nouvelle convention est signée entre le conseil régional et SNCF Mobilités, après deux ans de négociations. Cette convention, valable sur la période 2019 – 2024, prévoit notamment l'ouverture à la concurrence de 20 % des TER à partir de 2023, l'augmentation de 4 % du nombre de trains-km (du moins pour le service annuel 2020), aucune fermeture de ligne ni de gare, le maintien des guichets (mais pas leur nombre dans les gares qui en possèdent plusieurs) et la non-disparition des contrôleurs (excepté sur la liaison Paris – Beauvais), le tout pour un budget annuel d'environ 500 millions d'euros. L'objectif est de faire augmenter de 10 % le nombre de voyageurs durant cette période. Le réseau est profondément remanié à partir du 15 décembre 2019.
En outre, ce réseau est complété par une liaison Paris – Creil – Longueau – Arras – Douai – Lille-Flandres, au rythme de deux allers-retours quotidiens, les week-ends et jours fériés, à partir du 16 janvier 2021, ce qui représente une alternative au TGV circulant sur la LGV Nord. Elle permet notamment de relier Creil et Longueau à Lille sans correspondance, possibilité qui avait disparu avec l'avènement dudit TGV.
Par ailleurs, les rames Régiolis circulant entre Paris et Laon roulent avec du biocarburant B100, depuis le 21 septembre 2021.
Pour les dix premiers mois de l'année 2021, le réseau TER Hauts-de-France présente deux statistiques les plus mauvaises de France pour un réseau TER, selon les données de la SNCF : le taux de régularité le plus bas (90,7 %, chiffre pourtant supérieur à 2018 et 2019 mais inférieur à 2020) et, à la fois, le taux moyen de suppressions de trains le plus élevé (3,8 %, ce qui est sensiblement plus important qu'en 2019 et 2020). En conséquence, le conseil régional suspend ses paiements début décembre 2021, tandis que la compagnie ferroviaire reconnaît des problèmes d'organisation (en partie liés à la crise sanitaire et ses conséquences sur la maintenance — rendant indisponibles des rames —, ainsi que la formation de nouveaux personnels qui est retardée — notamment celle des conducteurs, dont le nombre devrait demeurer insuffisant jusqu'à l'automne 2023) s'ajoutant à des causes extérieures (principalement l'adhérence dégradée durant l'automne). Les paiements précités reprennent en mars 2022, à la suite d'une amélioration jugée partielle par la région. Cette dernière décide, par le biais d'une délibération adoptée à la même période, d'ouvrir — par l'intermédiaire de quatre lots successifs de lignes — l'ensemble du réseau à la concurrence.
En 2023, les Hauts-de-France ont le 3e réseau TER où la ponctualité est la plus faible (avec un taux de 86,7 %), les suppressions de trains demeurant de surcroît nombreuses (représentant 8,5 % des circulations prévues). Néanmoins, le taux de ponctualité remonte à 90 % sur la période comprise entre janvier et août 2024 (tandis que le trafic a augmenté de 10 % par rapport à l'année précédente), notamment grâce à l'embauche de 3 500 salariés dont 500 conducteurs depuis 2022 ; le taux d'annulation, sur les plus de 1 200 trains quotidiens, est inférieur à 1 % entre janvier et septembre de la même année.

### Ouverture à la concurrence
Les Hauts-de-France ont souhaité mettre en concurrence les entreprises ferroviaires désirant exploiter, à partir de 2025, le réseau régional,. La région a exprimé, à de nombreuses reprises, son insatisfaction sur la qualité du service assuré par la SNCF dans le cadre du TER Hauts-de-France,,.
Elle a donc divisé son réseau en trois lots : l'étoile d'Amiens (liaisons de et vers Abbeville, Albert, Arras, Laon, Saint-Quentin, Compiègne, Creil, Abancourt, auxquelles s’ajoutent les axes Beauvais – Abancourt – Le Tréport - Mers, Creil – Beauvais et Laon – Hirson – Aulnoye-Aymeries), celle de Saint-Pol-sur-Ternoise (relations vers Étaples, Béthune et Arras) et un lot de « dessertes parisiennes » (regroupant les liaisons Calais – Amiens – Paris, Beauvais – Paris et Saint-Quentin – Compiègne – Paris).
En janvier 2023, le cabinet du président de la région, Xavier Bertrand, annonce qu'il propose au conseil régional d'attribuer l'étoile l'Amiens à SNCF Voyageurs, préférée à Transdev, pour neuf ans à partir du 15 décembre 2024,. Une filiale privée (appelée SNCF Voyageurs Étoile d'Amiens) gère ainsi les dessertes qui en font partie, mais également certains guichets de gares ; les cheminots concernés dénoncent alors par une grève leur transfert sans concertation vers cette filiale, ainsi que des changements dans l'organisation du travail,,.
Les dessertes parisiennes doivent être ouvertes à la concurrence en 2027, puis les liaisons desservant Lille-Flandres et le littoral en 2028. Toutefois, ces dernières utilisent 40 rames qu'il faudrait désamianter (alors qu'elles ont déjà été rénovées) ou remplacer par du matériel neuf (ce qui coûterait un milliard d'euros) avant cette échéance, car, dans le cas contraire, le règlement européen REACH empêcherait le transfert desdites rames à un nouvel exploitant.

## Relations TER

### Réseau actuel

#### Par rail

Carte des infrastructures ferroviaires dans les Hauts-de-France (en 2020), dont la majeure partie est utilisée par les liaisons commerciales TER.

Le réseau est structuré en cinq grandes familles de lignes, :
- « Krono+ GV » : TERGV (trains directs et à grande vitesse, desservant tous Lille-Europe) ;
- « Krono » : TER directs ou semi-directs, entre les grandes villes ;
- « Citi » : TER fréquents (circulant du début de la matinée jusqu'à la fin de soirée, souvent de manière cadencée) et majoritairement omnibus, dans les aires d'attraction de grandes villes (notamment Lille et Paris) ;
- « Proxi » : TER généralement omnibus, desservant principalement les zones rurales situées entre deux villes ;
- lignes saisonnières : TER directs ou semi-directs vers le littoral, dans le cadre de l'opération estivale « éTER[33] ».

Ce réseau comporte 74 lignes commerciales, ; elles peuvent être complétées par des autocars. La région est sillonnée par des TGV inOui, des TERGV et des TER, ces deux derniers étant à classe unique.
Le service ferroviaire du TER Hauts-de-France couvre la totalité des lignes classiques exploitées en service voyageurs au sein de la région, mais également des sections de la LGV Nord (pour le service TERGV). En 2019, les trains circulent ainsi sur 2 510 km de lignes, tout en desservant 349 gares et haltes.
La liste des liaisons (depuis décembre 2024) est la suivante, :

##### Krono+ GV
| Ligne | Itinéraire | Tracé | Ligne | Itinéraire                              | Tracé |
| ----- | --- | ----- | ----- | --------------------------------------- | ----- |
| K90+  | Dunkerque ↔ Lille-Europe ↔ Arras ↔ Amiens                                                                         |       | K92+  | Calais - Fréthun ↔ Lille-Europe ↔ Arras |       |
| K94+  | Arras ↔ Lille-Europe ↔ Calais - Fréthun ↔ Boulogne-Ville ↔ Étaples - Le Touquet ↔ Rang-du-Fliers - Verton - Berck |       |       |                                         |       |

##### Krono
| Ligne | Itinéraire | Tracé | Ligne | Itinéraire | Tracé |
| ----- | --- | ----- | ----- | --- | ----- |
| K10   | Paris-Nord ↔ Creil ↔ Saint-Just-en-Chaussée ↔ Longueau ↔ Amiens                                                                                              |       | K11   | Paris-Nord ↔ Longueau ↔ Amiens                                                                                          |       |
| K12   | Paris-Nord ↔ Creil ↔ Longueau ↔ Arras ↔ Douai ↔ Lille-Flandres                                                                                               |       | K13   | Paris-Nord ↔ Compiègne ↔ Saint-Quentin ↔ Aulnoye-Aymeries ↔ Maubeuge / Paris-Nord ↔ Compiègne ↔ Saint-Quentin ↔ Cambrai |       |
| K14   | Paris-Nord ↔ Creil ↔ Compiègne ↔ Tergnier ↔ Saint-Quentin |       | K15   | Paris-Nord ↔ Crépy-en-Valois ↔ Laon                                                                                     |       |
| K16   | Paris-Nord ↔ Longueau ↔ Amiens ↔ Abbeville ↔ Noyelles-sur-Mer ↔ Rue ↔ Rang-du-Fliers - Verton - Berck ↔ Étaples - Le Touquet ↔ Boulogne-Ville ↔ Calais-Ville |       | K20   | Amiens ↔ Villers-Bretonneux ↔ Ham ↔ Saint-Quentin                                                                       |       |
| K21   | Amiens ↔ Abbeville ↔ Noyelles-sur-Mer ↔ Rue ↔ Rang-du-Fliers - Verton - Berck ↔ Étaples - Le Touquet ↔ Boulogne-Ville ↔ Calais-Ville                         |       | K40   | Lille-Flandres ↔ Douai ↔ Cambrai ↔ Saint-Quentin                                                                        |       |
| K43   | Arras ↔ Douai ↔ Valenciennes |       | K44   | Lille-Flandres ↔ Douai ↔ Arras ↔ Albert ↔ Amiens                                                                        |       |
| K45   | Lille-Flandres ↔ Douai ↔ Arras ↔ Albert ↔ Amiens ↔ Abancourt ↔ Serqueux ↔ Rouen-Rive-Droite                                                                  |       | K50   | Lille-Flandres ↔ Béthune ↔ Saint-Pol-sur-Ternoise                                                                       |       |
| K51   | Lille-Flandres ↔ Don - Sainghin ↔ Lens |       | K52   | Arras ↔ Lens ↔ Béthune ↔ Hazebrouck ↔ Dunkerque                                                                         |       |
| K60   | Lille-Flandres ↔ Orchies ↔ Valenciennes ↔ Aulnoye-Aymeries ↔ Maubeuge ↔ Jeumont                                                                              |       | K61   | Lille-Flandres ↔ Orchies ↔ Valenciennes ↔ Aulnoye-Aymeries ↔ Hirson ↔ Charleville-Mézières                              |       |
| K70   | Lille-Flandres ↔ Hazebrouck ↔ Dunkerque |       | K71   | Lille-Flandres ↔ Hazebrouck ↔ Saint-Omer ↔ Calais-Ville                                                                 |       |
| K80   | Lille-Flandres ↔ Croix - Wasquehal ↔ Roubaix ↔ Tourcoing ↔ Mouscron ↔ Courtrai                                                                               |       | K82   | Charleroi-Central ↔ Maubeuge                                                                                            |       |

##### Citi
| Ligne | Itinéraire                                                       | Tracé | Ligne | Itinéraire                                  | Tracé |
| ----- | ---------------------------------------------------------------- | ----- | ----- | ------------------------------------------- | ----- |
| C10   | Paris-Nord ↔ Creil ↔ Saint-Just-en-Chaussée ↔ Longueau ↔ Amiens  |       | C11   | Paris-Nord ↔ Creil ↔ Saint-Just-en-Chaussée |       |
| C12   | Paris-Nord ↔ Orry-la-Ville - Coye ↔ Chantilly - Gouvieux ↔ Creil |       | C13   | Paris-Nord ↔ Creil ↔ Compiègne              |       |
| C14   | Paris-Nord ↔ Creil ↔ Compiègne                                   |       | C17   | Paris-Nord ↔ Persan - Beaumont ↔ Beauvais   |       |
| C40   | Lille-Flandres ↔ Douai                                           |       | C41   | Lille-Flandres ↔ Libercourt ↔ Lens          |       |
| C50   | Lille-Flandres ↔ Don - Sainghin ↔ Béthune                        |       | C51   | Lille-Flandres ↔ Don - Sainghin ↔ Lens      |       |
| C60   | Lille-Flandres ↔ Orchies ↔ Valenciennes                          |       | C70   | Lille-Flandres ↔ Hazebrouck                 |       |

##### Proxi
| Ligne | Itinéraire                                                                                                | Tracé | Ligne | Itinéraire                                                      | Tracé |
| ----- | --- | ----- | ----- | --------------------------------------------------------------- | ----- |
| P10   | Amiens ↔ Longueau ↔ Saint-Just-en-Chaussée ↔ Creil                                                        |       | P14   | Saint-Quentin ↔ Tergnier ↔ Compiègne                            |       |
| P15   | Crépy-en-Valois ↔ Laon                                                                                    |       | P20   | Amiens ↔ Villers-Bretonneux ↔ Ham ↔ Tergnier ↔ Laon             |       |
| P21   | Abbeville ↔ Amiens ↔ Albert                                                                               |       | P22   | Amiens ↔ Albert ↔ Arras                                         |       |
| P23   | Amiens ↔ Longueau ↔ Compiègne                                                                             |       | P24   | Amiens ↔ Abancourt                                              |       |
| P30   | Beauvais ↔ Abancourt ↔ Le Tréport - Mers                                                                  |       | P32   | Beauvais ↔ Creil                                                |       |
| P40   | Douai ↔ Cambrai ↔ Saint-Quentin                                                                           |       | P41   | Douai ↔ Cambrai                                                 |       |
| P42   | Lens ↔ Douai                                                                                              |       | P43   | Douai ↔ Valenciennes                                            |       |
| P44   | Arras ↔ Douai                                                                                             |       | P45   | Amiens ↔ Abancourt ↔ Serqueux ↔ Rouen-Rive-Droite               |       |
| P51   | Béthune ↔ Saint-Pol-sur-Ternoise                                                                          |       | P52   | Hazebrouck ↔ Béthune ↔ Lens ↔ Arras                             |       |
| P53   | Arras ↔ Saint-Pol-sur-Ternoise ↔ Étaples - Le Touquet                                                     |       | P54   | Calais-Ville ↔ Saint-Omer ↔ Hazebrouck ↔ Béthune ↔ Lens ↔ Arras |       |
| P60   | Valenciennes ↔ Aulnoye-Aymeries ↔ Maubeuge ↔ Jeumont                                                      |       | P61   | Aulnoye-Aymeries ↔ Hirson                                       |       |
| P62   | Aulnoye-Aymeries ↔ Saint-Quentin                                                                          |       | P63   | Valenciennes ↔ Cambrai                                          |       |
| P64   | Laon ↔ Hirson ↔ Aulnoye-Aymeries                                                                          |       | P70   | Dunkerque ↔ Hazebrouck                                          |       |
| P71   | Calais-Ville ↔ Saint-Omer ↔ Hazebrouck                                                                    |       | P72   | Calais-Ville ↔ Dunkerque                                        |       |
| P73   | Calais-Ville ↔ Calais - Fréthun ↔ Boulogne-Ville ↔ Étaples - Le Touquet ↔ Rang-du-Fliers - Verton - Berck |       | P80   | Lille-Flandres ↔ Croix - Wasquehal ↔ Roubaix ↔ Tourcoing        |       |
| P81   | Lille-Flandres ↔ Ascq ↔ Baisieux ↔ Tournai                                                                |       | P82   | Ascq ↔ Orchies                                                  |       |

##### Lignes saisonnières
| Ligne | Itinéraire                                                                | Tracé | Ligne | Itinéraire | Tracé |
| ----- | ------------------------------------------------------------------------- | ----- | ----- | --- | ----- |
| S02   | Jeumont ↔ Maubeuge ↔ Aulnoye-Aymeries ↔ Valenciennes ↔ Dunkerque          |       | S03   | Hirson ↔ Valenciennes ↔ Dunkerque |       |
| S04   | Saint-Quentin ↔ Cambrai ↔ Dunkerque                                       |       | S05   | Laon ↔ Tergnier ↔ Ham ↔ Amiens ↔ Abbeville ↔ Noyelles-sur-Mer ↔ Rue ↔ Rang-du-Fliers - Verton - Berck ↔ Étaples - Le Touquet ↔ Boulogne-Ville ↔ Calais-Ville |       |
| S06   | Paris-Nord ↔ Persan - Beaumont ↔ Beauvais ↔ Abancourt ↔ Le Tréport - Mers |       |       | |       |

#### Par autocar
D'autres liaisons que celles précitées sont assurées uniquement par des autocars directement affrétés par la région Hauts-de-France ; elles ne font donc plus partie du réseau TER. En voici la liste (depuis décembre 2024), à titre indicatif :
- 500 : La Ferté-Milon ↔ Fismes ;
- 501 : Laon ↔ Montcornet ↔ Rozoy-sur-Serre ;
- 601 : Amiens ↔ Breteuil ↔ Aéroport de Tillé ↔ Beauvais ;
- 609 : Étrépagny ↔ Gisors ↔ Cergy-Pontoise ;
- 630 : Aéroport de Roissy-Charles-de-Gaulle ↔ Senlis ↔ Creil ;
- 684 : Montdidier ↔ Saint-Just-en-Chaussée ;
- 691 : Aéroport de Roissy-Charles-de-Gaulle ↔ Crépy-en-Valois ;
- 732 : Le Tréport - Mers ↔ Eu ↔ Abbeville ;
- 742 : Péronne ↔ Chaulnes ;
- 744 : Chaulnes ↔ Roye ↔ Montdidier ;
- 749 : Roisel ↔ Péronne.

Toujours à titre indicatif, la SNCF met en place des navettes routières pour desservir la gare TGV Haute-Picardie depuis Amiens et Saint-Quentin ; ces dernières ne sont toutefois pas conventionnées par la région.

## Tarification
Les tarifs valables sur l'échelle nationale s'appliquent sur le TER Hauts-de-France également. Le réseau conserve aussi, au moment de sa mise en service, les formules tarifaires des deux anciens réseaux TER, comme le Picardie Pass'Évasion, le Picardie Pass'Actifs, le Fidéli'TER et le Pass régional Grand'TER. Une harmonisation des formules tarifaires sur l'ensemble du réseau devait s'achever pour la fin 2018. Le conseil régional prévoit aussi d'étendre la carte Pass Pass, uniquement disponible sur l'ancienne région Nord-Pas-de-Calais, sur l'ensemble du réseau.
Le 1er avril 2019, la tarification TER Hauts-de-France a évolué, avec la création d'une carte unique : « Ma Carte TER Hauts-de-France ». Elle permet de bénéficier de 50 % de réduction sur les déplacements dans la région, mais aussi vers la Normandie et Paris-Nord. Pour les personnes ayant moins de 26 ans, la carte est disponible au prix de 15 euros ; pour les autres, son coût s'élève à 30 euros. Les abonnements, tels que Fidéli'TER ou Pass'Études (dans le Nord-Pas-de-Calais), ou encore Pass'Actifs et Pass'Études (en Picardie), ne changent pas. Néanmoins, les « pass » régionaux Grand'TER et Pass'Évasion disparaissent au profit de la carte TER Hauts-de-France. Enfin, les personnes détenant une carte nationale peuvent obtenir la carte TER gratuitement, en fonction de la date de fin de validité de leur carte nationale.
Par ailleurs, dans le cadre de l'opération « éTER » (en juillet et en août), trente-huit destinations régionales sont accessibles au prix d'un euro le trajet.

## Matériel roulant
Au 28 mai 2021, le parc du matériel roulant de la région est constitué de 309 engins. Ce parc est géré par une Supervision technique de flotte (STF), la STF SHF (sites de Calais, Lens, Lille, Longueau, Amiens, Tergnier et Le Landy).
| Famille   | Série    | STF SHF (ex-STF SNP) | STF SHF (ex-STF SPI) | Total |
| --------- | -------- | -------------------- | -------------------- | ----- |
|           | BB 15000 | 0                    | 11                   | 11    |
|           | BB 22200 | 21                   | 19                   | 40    |
|           | V2N      | 0                    | 9                    | 9     |
|           | VR 2N    | 10                   | 0                    | 10    |
| X TER     | X 72500  | 0                    | 4 GBE                | 4     |
| AGC/XGC   | B 82500  | 30                   | 16                   | 46    |
| AGC/XGC   | X 76500  | 0                    | 34                   | 34    |
| TER 2N    | Z 23500  | 33                   | 0                    | 33    |
| TER 2N NG | Z 24500  | 47                   | 0                    | 47    |
| TER 2N NG | Z 26500  | 0                    | 23                   | 23    |
| Régiolis  | B 84500  | 0                    | 27                   | 27    |
| Regio 2N  | Z 55500  | 18 (M)               | 7 (XL)               | 25    |

- X 73500 : les rames ex-Picardie avaient été retirées au changement de service de décembre 2017. Une partie d'entre elles a depuis été louée puis cédée.
- Les BB 67400, circulant entre Amiens et Boulogne-Ville (en tractant des voitures Corail), sont retirées du service après le 15 décembre 2019 ; des B 84500 les remplacent.
- Les Z 55500 XL (« Extra-Longues ») viennent en aide aux V2N et leurs BB 15000 vieillissantes, sur les relations Paris – Creil – Amiens et Paris – Compiègne.
- Les V2N de la région Hauts-de-France sont, jusqu'en 2022, en rénovation.

### Identité visuelle

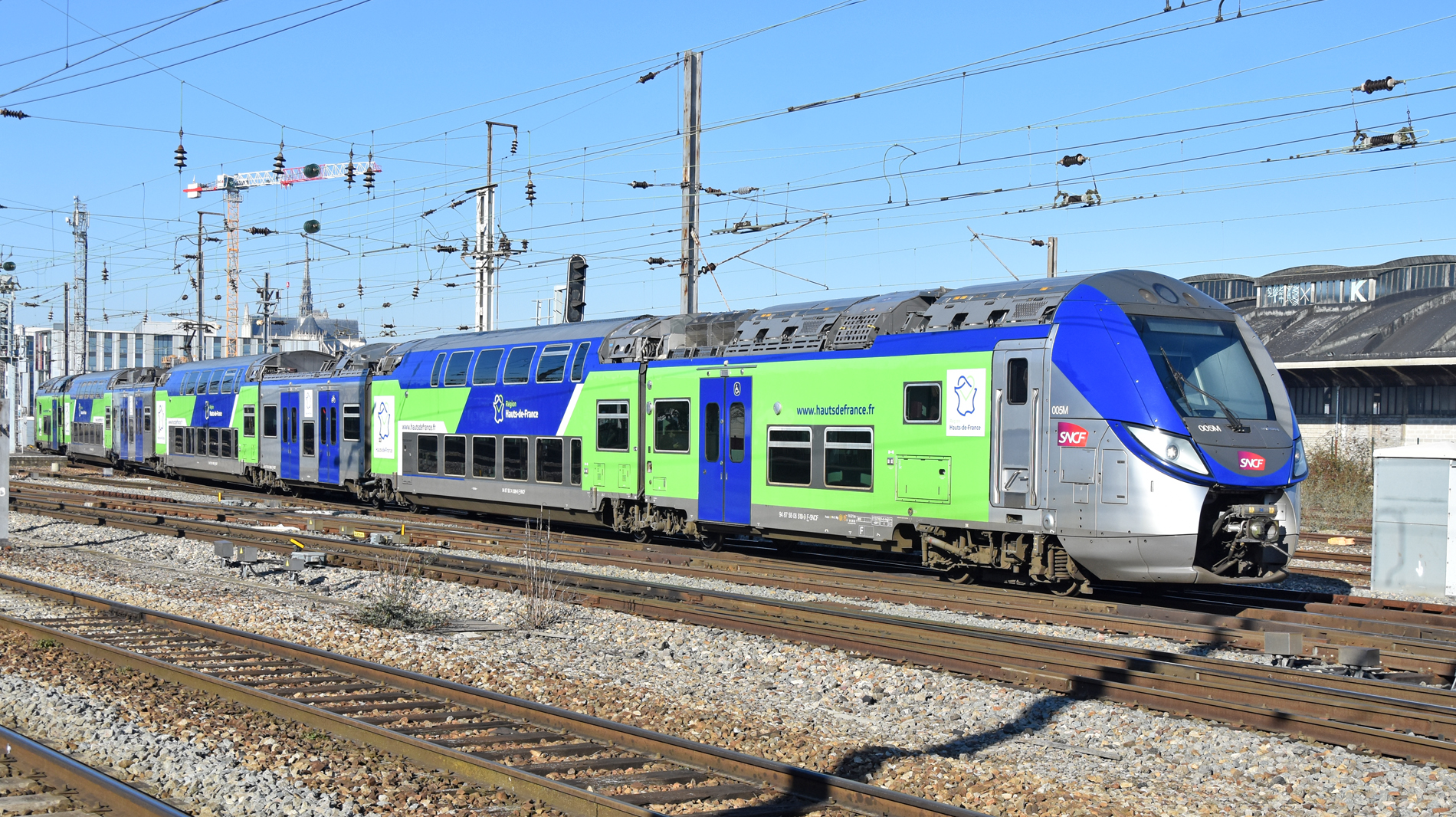
Regio 2N en livrée Hauts-de-France.
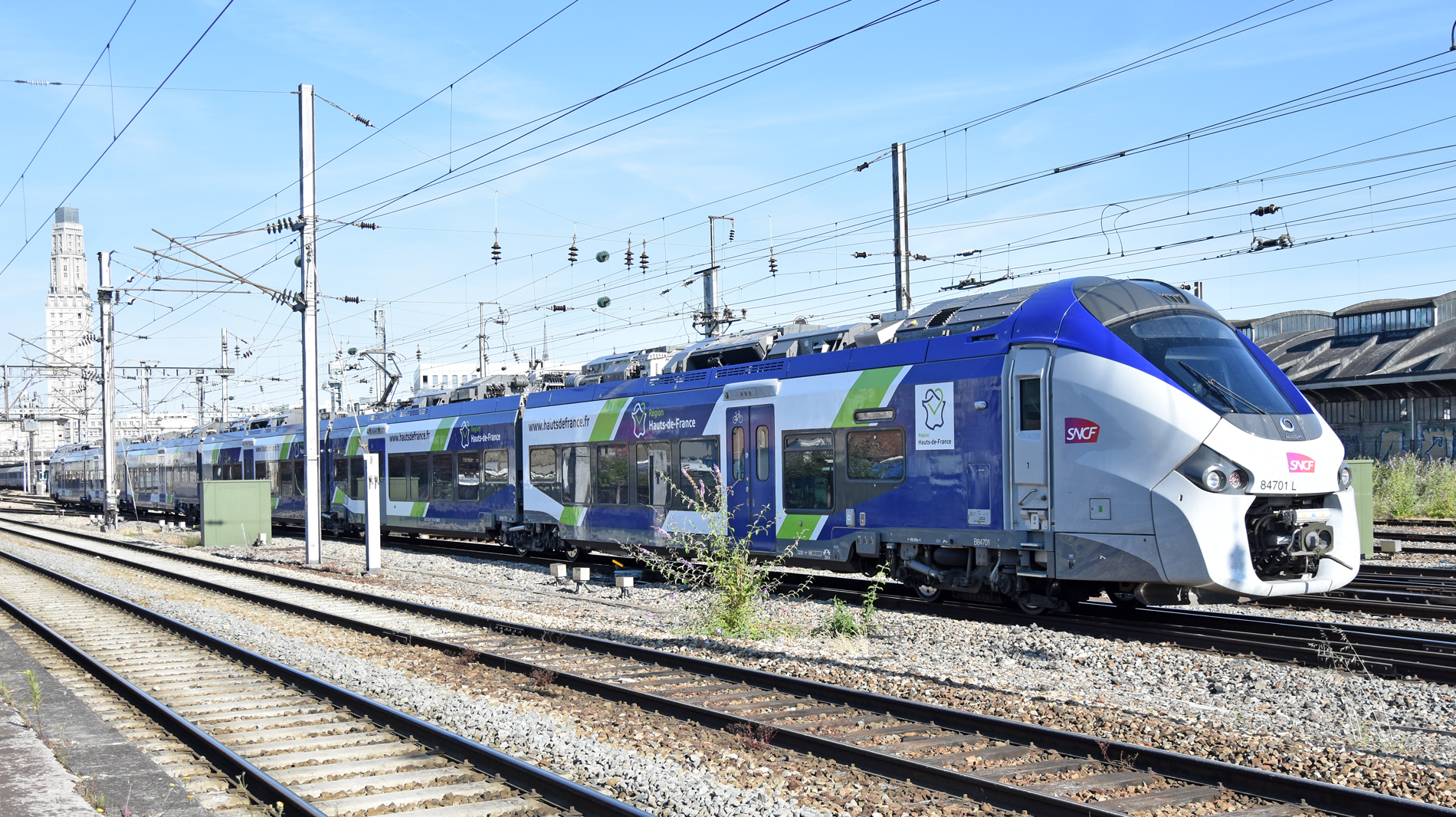
Régiolis en livrée Hauts-de-France.
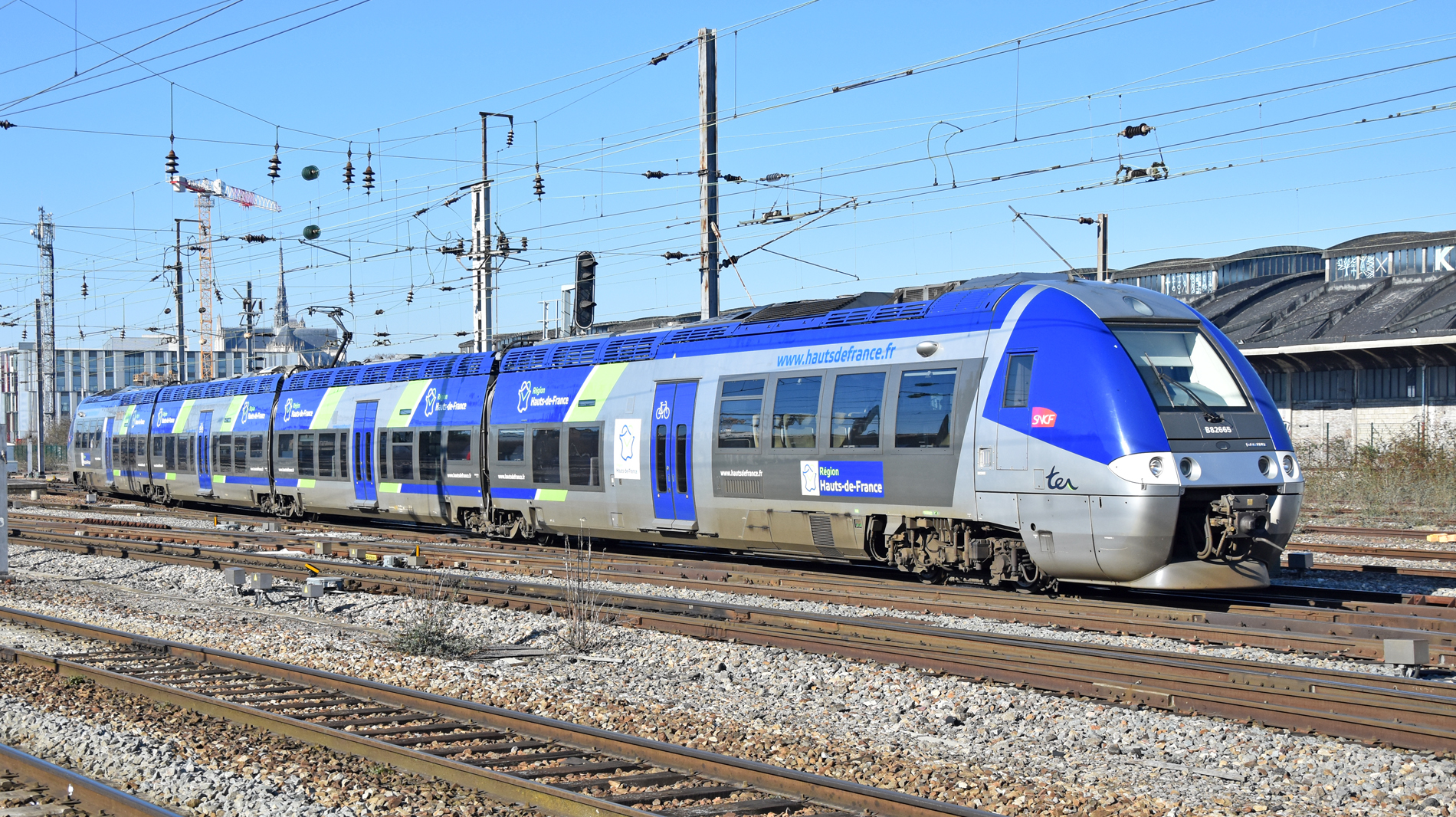
AGC en livrée Hauts-de-France.
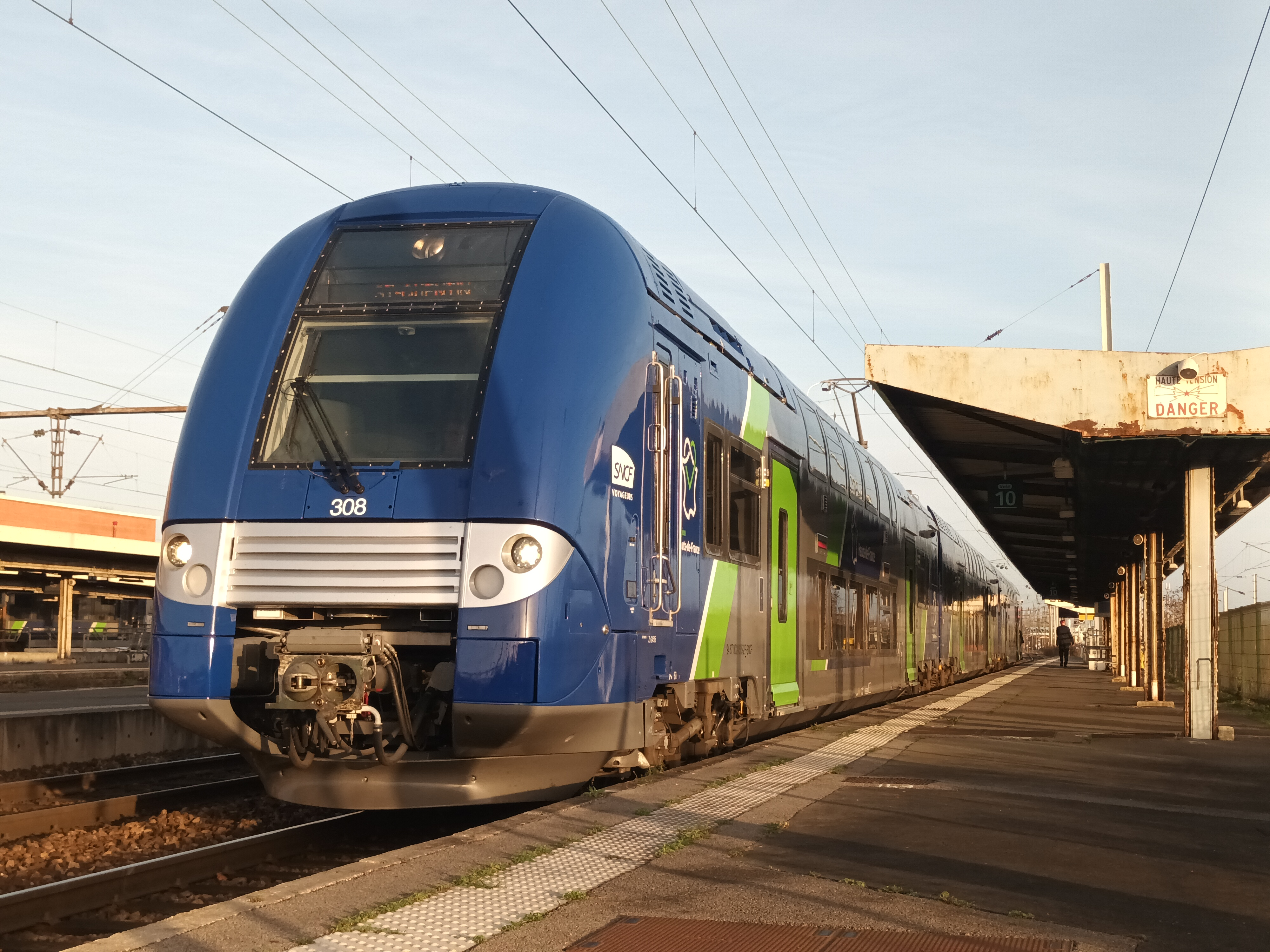
Z 24500 (rénovée) avec la nouvelle livrée Hauts-de-France (dominance du bleu foncé).